# Waldemar Salles
Waldemar Salles (Tubarão, 25 de agosto de 1925 – São Paulo, 6 de abril de 1989) foi um político brasileiro.

## Vida
Filho de Francisco Salgado Salles e de Fermínia de Sousa Emerich Salgado Salles.  Casou com Wanda de Souza Salles, com quem teve filhos.

## Carreira
Foi prefeito municipal de Tubarão (1955 — 1959).
Foi deputado à Assembleia Legislativa de Santa Catarina na 4ª legislatura (1959 — 1963), na 5ª legislatura (1963 — 1967), e na 6ª legislatura (1967 — 1971), eleito pelo Partido Social Democrático (PSD). Foi cassado pelo AI-5.